# Валтер VII фон Кронберг
Валтер VII фон Кронберг (на немски: Walter VII von Cronberg; † пр. 1441) от род Кронберг
е господар на замък Кронберг в Таунус над днешния град Кронберг в Хесен.
Той е най-големият син (от 9 деца) на рицар Хартмуд VIII фон фон Кронберг († 1425/1426), байлиф на Бонамес, и Лорхен фон Кронберг († сл. 1411), дъщеря на рицар Валтер VI фон Кронберг († 1400) и Гетцеле фон Хатцфелд († сл. 1393). Внук е на Йохан III фон Кронберг бургграф на Елтвил († 1411/1423) и Греда фон Рандек († сл. 1358/сл. 1382). Той има пет братя и три сестри.

## Фамилия
Валтер фон Кронберг се жени за Маргарета фон Хиршхорн († пр. 1438), дъщеря на дипломата Ханс V фон Хиршхорн († 1426) и Елза фон Кронберг († 1395/1397), дъщеря на Франк VIII фон Кронберг († 1378) и Лорета фон Райфенберг († сл. 1367). Те имат една дъщеря:
- Анна фон Кронберг († сл.1438/сл. 1461), омъжена за Улрих II фон Розенберг († сл. 1464)